# John Franklin Bardin
John Franklin Bardin (1916-1981). Escritor estadounidense. 

## Biografía
Bardin nació en Cincinnati, Ohio, el 30 de noviembre de 1916. Tuvo una infancia difícil, fundamentalmente a causa de la muerte de su familia más cercana por diversas enfermedades. Ingresó en la Universidad de Cincinnati, pero tuvo que dejar su primer curso a medias para ponerse a trabajar a tiempo completo. Desempeñó varios trabajos antes de aceptar un empleo en una librería que le permitiría dedicarse a la lectura, especialmente durante la noche. Se mudó a Greenwich Village, en la ciudad de Nueva York, en 1943.
En 1946 vivió un periodo de intensa creatividad en el que escribió tres novelas negras que más tarde llegaron a ser muy apreciadas por los seguidores del género. Al principio fueron recibidas con cierta frialdad, no tuvieron demasiado éxito, e incluso alguna de ellas no llegó a ser publicada hasta finales de la década de los 60. No obstante, escribió cuatro novelas más, con el pseudónimo Gregory Tree o Douglas Ashe, que en opinión de Julian Symons eran "historias policiales hábiles y amenas", y otras tres con su propio nombre, de las cuales dos fueron bien consideradas. Además trabajó como relaciones públicas, periodista y profesor de escritura creativa en la New School for Social Research de Nueva York. Se mudó a Chicago en 1972, donde permaneció 3 años y llegó a ser director editorial de la revista de la American Medical Association, y posteriormente también de otras dos publicaciones de la American Bar Association. Más tarde, regresó a Nueva York, ciudad en la que residió hasta su muerte el 9 de julio de 1981.

## Su obra
Sus tres obras más famosas, El percherón mortal, El final de Philip Banter y Al salir del infierno experimentaron una importante revalorización en los 70 cuando fueron descubiertas por los lectores británicos. 
Bardin reconocía las influencias de Graham Greene, Henry Green y Henry James. Julian Symons escribió: "Bardin se adelantó a su tiempo. No pertenecía al mundo de Agatha Christie y John Dickson Carr, sino al de Patricia Highsmith o incluso al de Poe."
Guillermo Cabrera Infante lo introdujo en el mundo hispanoparlante con la siguiente frase: "Considero que hay en la novela policial tres escritores originales: Edgar Allan Poe, Dashiell Hammett y John Franklin Bardin."